# 砥山栄橋
砥山栄橋（とやまさかえばし）は、北海道札幌市南区にある橋で、石狩川の支流豊平川にかかる。左岸の上砥山地区を、国道230号が走る右岸に結ぶ。現在の橋は長さ112.5m、幅11.5m。

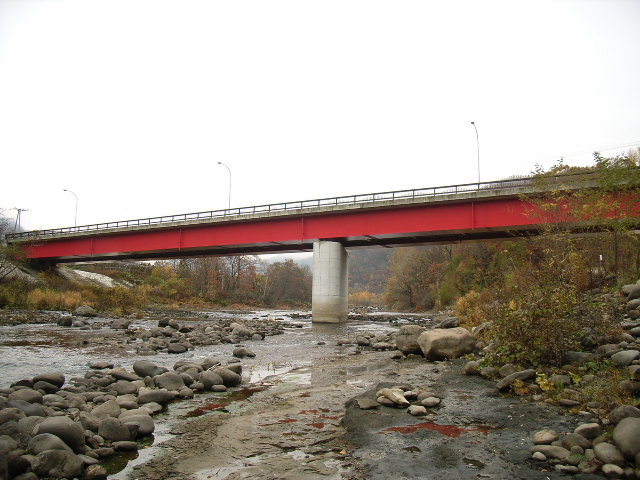
豊平川と砥山栄橋（2004年11月）

## 1963年の橋
1963年（昭和38年）に架けられた。八剣山トンネル開通まで、（徒歩の登山道を除けば）この橋が上砥山に連絡する唯一の交通路であった。長さ86.4m、幅4m。

## 1999年の橋
1999年（平成11年）に札幌市が架け替えた。同じ年、この橋に通じる市道に八剣山トンネルが開通した。2車線と、その両側に広い歩道をとる。2径間連続鋼箱桁橋。長さ112.5m、幅11.5m。

## 橋の周辺
北岸の上砥山は、幅1キロメートルほどのまとまった河岸段丘で、東に観音岩山（八剣山とも）、西に名称不明の山があって、それぞれ河岸で崖をなしている。さらに北側も山地なので、上砥山は豊平川と山に囲まれて孤立する地勢である。1963年の砥山栄橋と1999年の八剣山トンネルが、陸の孤島に近い状態を解消した。
南側では、橋の下流そばで滝の沢川が合流している。豊滝と小金湯の集落の中間にあたり、何段もの段丘が幅狭く重なり、人家は多くない。